# Kalina Jędrusik
Kalina Jędrusik (Częstochowa, 5 de febrero de 1930 – Varsovia, 7 de agosto de 1991) fue una cantante y actriz polaca. Actuó en más de treinta películas desde 1953 hasta su muerte. 

## Biografía
Jędrusik nació en 1930 en Gnaszyn, ahora parte de Częstochowa, hija de Henryk Jędrusik, político y senador. Se graduó de la Escuela Secundaria Pública Juliusz Słowacki en 1949, en su ciudad natal. En Cracovia, estudió en la Academia de las Artes Teatrales de Cracovia. Debutó como actriz en 1953 en el Teatro Wybrzeże de Gdansk. A partir de 1955 actuó en varios teatros de Varsovia, incluido el Teatro Nacional (1955-1957), Teatro Współczesny (1957-1963), Teatro de la Comedia (1964-1967), Studencki Teatrr Satyryków (1969-1972), Teatro de Variedades (1972-1985) o el Teatro Polaco de Varsovia (1985-1991). 
Alcanzó la fama actuando em películas como Lekarstwo na miłość o Ziemia obiecana.  Llegó a ser un verdadero símbolo sexual en la década de 1970.  En 1976 actuó en los Estados Unidos con la soprano Violetta Villas.
Casada con el escritor Stanisław Dygat.
Murió en Varsovia el 7 de agosto de 1991 de un ataque de asma.  Fue enterrada en la Avenida de los Notables en el Cementerio de Powązki. 
En 1996, fue elegida como la tercera mejor actriz de la historia del cine polaco en una encuesta realizada por el revista Film para celebrar los 100 años del cine.
En 2021, se estrenó una película biográfica titulada Bo we mnie broma seks (Autumn Girl), dirigida por Katarzyna Klimkiewicz y protagonizada por Maria Dębska en el papel principal, así como por Borys Szyc, Leszek Lichota y Rafał Rutkowski. 

## Filmografía
| Año  | Título                                  | Papel                   |
| ---- | --------------------------------------- | ----------------------- |
| 1967 | Ewa Wants to Sleep (Ewa chce spać)      | Mujer joven en el hotel |
| 1960 | Innocent Sorcerers                      | Periodista              |
| 1960 | Jowita                                  | Helena Księżak          |
| 1961 | Tonight a City Will Die                 | Prostituta              |
| 1964 | Upał                                    | Zuzanna                 |
| 1965 | The Cure for Love (Lekarstwo na miłość) | Joanna                  |
| 1968 | La muñeca                               | Kazimiera Wąsowska      |
| 1975 | La tierra de la gran promesa            | Lucy Zucker             |
| 1975 | Mazepa                                  | Kasztelanowa Robroncka  |
| 1980 | Levins Mühle                            | Antonia                 |
| 1982 | Hotel Polan und seine Gäste             | Józefina Polan          |
| 1984 | Baryton                                 | Gertruda                |
| 1986 | C.K. Dezerterzy                         | Madame Elli             |
| 1986 | Dziewczęta z Nowolipek                  | Maria Prymasiak         |
| 1988 | Hanussen                                | Baronesa Stadler        |
| 1991 | 30 door key                             | Mrs. Filidor            |
| 1991 | La doble vida de Verónica               | Mujer llamativa         |